# Independence (Iowa)
Independence – miasto w Stanach Zjednoczonych, w stanie Iowa, w hrabstwie Buchanan. W 2000 liczyło 6 014 mieszkańców.